# بریدن آلت زنانه
بریدن آلت زنانه (به انگلیسی: Female Genital Cutting)، همچنین شناخته شده به ختنه زنان، ناقص‌سازی جنسی زنان و مثله کردن جنسی زنان، بر اساس تقسیم‌بندی سازمان بهداشت جهانی به یکی از چهار عمل زیر اشاره دارد: مثله کردن آلت زنانگی از نوع اول شامل برداشتن جزئی یا کلی کلیتوریس و/یا غلفه است (کلیتوریکتومی)، نوع دوم شامل برداشتن جزئی یا کلی کلیتوریس و لب‌های کوچک فرج با/بدون بریدن لب‌های بزرگ فرج، نوع سوم شامل تنگ کردن مجرای مهبل با ایجاد یک مهر و موم پوششی با قطع کردن و تغییر مکان دادن لب‌های کوچک فرج و/یا لب‌های بزرگ فرج، با یا بدون برش کلیتوریس، و نوع چهارم شامل هرگونه عمل خطرناک دیگر بر روی آلت تناسلی زنان به مقصودی غیر پزشکی مانند: سوراخ کردن، سوزن زدن، شکافتن و غیره می‌باشد. سازمان ملل متحد بریدن آلت جنسی زنان تحت عنوان «سنت و آیین» را مردود و عمل ناقص‌سازی اندام جنسی زن را مصداق بارز «شکنجه» می‌داند.
این عمل پیامدهای منفی بسیاری بر سلامت و روان دختران و زنان دارد. در بین سال‌های ۱۹۸۰ تا ۱۹۹۰ میلادی، برش دستگاه تناسلی زنان به شکل عمده‌ای مشکلی پزشکی در نظر گرفته می‌شد، ولی از سال ۱۹۹۰ میلادی به بعد گفتمان‌های پیرامون این موضوع به نقض حقوق اصلی انسانی نیز توجه می‌کنند و این عمل نقض حقوق اساسی زنان و کودکان شمرده می‌شود. از سال ۲۰۰۳ میلادی، ۶ فوریه به عنوان روز بین‌المللی عدم هرگونه مدارا با مثله کردن جنسی زنان نامگذاری شده است. سازمان ملل متحد برنامه‌ای برای کاهش قابل ملاحظه میزان انجام این عمل تا سال ۲۰۱۵ دارد و اقداماتی برای برچیدن این رسم در دو سطح جامعه و ملی پیشنهاد کرده است.
گمان می‌رود که ظهور آداب مربوط به بریدن آلت تناسلی زنان برای اولین بار در مصر باستان در دره رود نیل اتفاق افتاده باشد، و از آنجا به نواحی اطراف مانند حوزه رود نیل، شمال شرقی و غرب آفریقا گسترش یافته باشد. یک نظریه می‌گوید: این رسم هدفش جلوگیری اختلالات جنسی نبوده است، بلکه نوعی مناسک گذار به حساب می‌آمده است که ریشه آن در افسانه‌های بدویان مصری و دیگر مردمان آفریقا یافت می‌شود. بریدن آلت تناسلی زنان به صورت سنتی در بیش از ۳۰ کشور جهان انجام می‌شود که بیشتر آن‌ها آفریقایی هستند. این عمل بر روی بسیاری از زنان مهاجر آفریقای‌تبار ساکن در اروپا و آمریکای شمالی، انجام شده است. در میان کشورهای فارسی زبان، در جنوب و غرب ایران این رسم وجود دارد. به گزارش بنیاد جمعیت سازمان ملل تعداد زنان ختنه شده در جهان ۱۲۰ تا ۱۴۰ میلیون بوده و هر ساله سه میلیون دختر دیگر نیز در معرض این خطر هستند. در طی سال‌های ۱۹۹۷ تا ۲۰۰۶ میزان زنان ختنه شده به صورت تدریجی رو به کاهش بوده است. این عمل را به دلیل باورهای سنتی جنسی، اجتماعی، باورهای غیر علمی طبی و زیبایی‌شناختی، و مذهبی انجام می‌دهند.
در کشورهایی که انجام این عمل مرسوم است، امکان دارد به‌صورت خیلی پراکنده و غیرمنظم مرسوم باشد یا تقریباً توسط همه مردمان آن کشور انجام شود. رابطه مشخصی بین انجام این رسم و مذهب خاصی نیز وجود ندارد: به عنوان مثال در ناحیه‌ای در جنوب نیجریه پنج گروه نژادی برش دستگاه تناسلی را انجام می‌دهند ولی یکی از آن‌ها مسلمان است، دو تا از آن‌ها عمدتاً مسیحی هستند، و دوتای دیگر مذهب سنتی‌شان را دارند. پیرامون موضع‌گیری اسلام در قبال ناقص‌سازی جنسی زنان سخن بسیار رفته است. قرآن در مورد ختنه زنان صحبتی نمی‌کند، اما احادیث متناقضی در رد و حرمت آن روایت شده است. در میان امامان اهل سنت احمد حنبل آن را مکرومه (عمل نجیب) می‌دانست؛ شافعیان ختنه زنان را در حد بریدن پوست کوچکی که در نوک دستگاه جنسی زنان قرار دارد واجب می‌دانند. در میان شیعیان به‌جز یک استثنا (فرقه مستعلوی) شیوع ندارد. موضع‌گیری مراجع شیعه متفاوت است. عده‌ای آن را مستحب می‌دانند و برخی دیگر سنتی جاهلی‌اش می‌دانند که در صورت آسیب‌رسانی جسمی حرام است. ختنه زنان در میان یهودیان اتیوپی نیز دیده می‌شود هر چند که بین یهودیان در دوران باستان مرسوم نبوده و نامی از آن در عهد عتیق یا عهد جدید نیامده است.

## نام‌گذاری
ختنه زنان و نام‌های سنتی

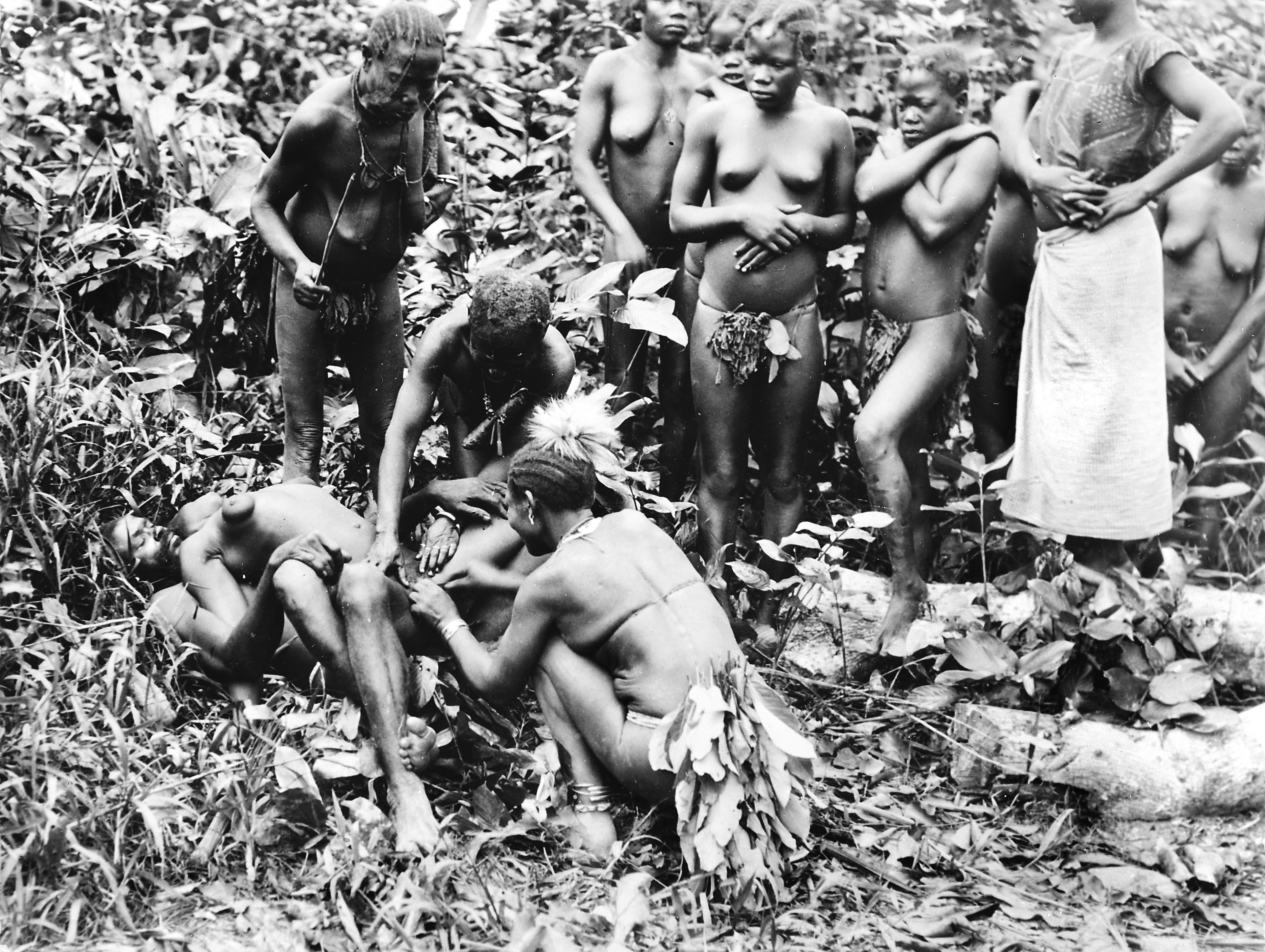
ختنه کردن یک زن جوان در اوبانگی-شاری در آغاز قرن بیستم.

یافتن نام مناسب برای اشاره به برش دستگاه تناسلی زنان برش موضوعی جدال‌برانگیز بوده است. به صورت سنتی از کلمه «ختنه زنان» استفاده می‌شده است. این کلمه در متون فقهی اسلامی و همچنین در متون مردم‌شناسان مرسوم است. این رسم در بندر کنگ «تیغ سنت و فرهنگ» خوانده می‌شود. اهالی مالزی آن را گوساران (به معنی «حقیقت سوهان زدن دندان‌ها» می‌خوانند) زیرا در غروب قبل از سوهانی خیالی به دندان‌ها زده می‌شود. در جاوه آن را «سنت» می‌خوانند. اهالی موأب آن را «سرّ» می‌خوانند زیرا عموماً این کار به صورت مخفیانه انجام می‌شود و مردان از آن آگاه نمی‌شوند. همچنین ختنه زنان و مردان گاهی «طهر» نیز خوانده می‌شود. در متون اسلامی و عربی، «خفض» یا «خفاض» به صورت خاص در اشاره به ختنه زنان استفاده می‌شود در حالی که الفاظ «ختن» یا «ختان» برای هم مرد و هم زن استفاده می‌شود. در اینجا خفض در لغوی‌اش به معنی «کاستن» به کار رفته است.
مثله کردن جنسی زنان
از اواخر دهه هفتاد میلادی لغت Female Genital Mutilation (FGM)‎‏(معنی لغوی: «مثله‌کردن آلت تناسلی زنان») مورد استقبال قرار گرفت؛ و در سال ۱۹۹۰، این واژه در سومین کنفرانس کمیته بین آفریقایی در مورد مناسک سنتی که بر سلامت زنان و کودکان تأثیر دارد (IAC) در آدیس آبابا، اتیوپی، پذیرفته شد. یک سال بعد، سازمان بهداشت جهانی (سازمان تخصصی زیر مجموعه سازمان ملل) به سازمان ملل توصیه نمود تا این واژه را بکار گرفته شود. به‌دنبال این توصیه، این واژه به‌طور گسترده در اسناد سازمان ملل مورد استفاده قرار گرفت.
برگزیدن این نام جدید به دلایلی چند بود. از آنجا که ضررهای این عمل امروزه شناخته شده است استفاده از این لفظ بار معنایی سنگینی مبنی بر مضر بودن و خطرناک بودن آن داشته، ناقض حقوق زنان و غیرانسانی بودن آن نشان داده می‌شود. امید می‌رفت که که پذیرش این نام، رایزنی‌های بین‌المللی جهت مبارزه با این رسم را تسهیل نماید. علاوه بر این به دلیل اینکه شباهتی بین این عمل و ختنهٔ مردان وجود ندارد، استفاده از لفظ ختنه هنگام نقد ختنه زنان ممکن است باعث توهین به یهودیان و مسلمانانی که ختنه مردان را انجام می‌دهند بشود، بریدن آلت تناسلی زنان تفاوت‌های بنیادین با ختنه دارد. ختنه زنان برخلاف ختنه مردان پس از زمان عمل باعث ایجاد ناراحتی می‌شود و پاسخ جنسی شخص را کاهش می‌دهد. همچنین برخلاف ختنه مردان بخشی از قصد انجامش مهار جنسی شخص ختنه شده می‌باشد.
استفاده از لفظ «مثله‌کردن زنان» منتقدینی داشته است. منتقدان استدلال می‌کنند این کلمه واژه‌ای تحقیرآمیز و ارزشی بوده، زیرا قصد آزار دادن و مثله‌کردن را به کل افراد یک جامعه نسبت می‌دهد (در حالی که چنین چیزی در اکثر موارد صحت ندارد) و ممکن است زنانی که تحت این عمل قرار گرفته‌اند و خود را مثله شده نمی‌یابند و خانواده‌شان را مثله‌گر نمی‌دانند، این توصیف را توهینی به خود و به خانواده‌شان بپندارند. گروه فعالان زن آفریقایی برای تحقیق و توسعه * ضمن اعلام مخالفت با برش دستگاه تناسلی زنان، استفاده از کلمهٔ «مثله‌کردن جنسی زنان» را به شدت محکوم کرده و استفاده از این‌گونه کلمات تحقیرآمیز را مصداق نژادپرستی و روحیه تخاصمی غربی‌ها دانسته است.
بریدن آلت تناسلی زنان
از اواخر دهه نود عبارت Female Genital Cutting (FGC)‎‏ (معنی لغوی: «بریدن آلت تناسلی زنان») نیز در متون علمی و تحقیقاتی مورد استفاده قرار گرفت.
رواج حال حاضر نام‌ها
به گفتهٔ سازمان بهداشت جهانی شواهدی وجود داشت که لفظ مثله‌کردن زنان مقاومت‌هایی در سطح جوامع به وجود می‌آورد و مبارزه با این رسم را در سطح جوامع بومی مشکل می‌نماید؛ بنابراین با توجه به اهمیت و نیاز به استفاده از واژهٔ «مثله‌سازی» در سطح سیاست‌گذاری کلان و همچنین نیاز هم‌زمان به استفاده از عبارتی با پیش‌قضاوت‌برانگیزی کمتر در سطح جوامع بومی، لفظ «برش/مثله‌کردن جنسی زنان» توسط سازمان‌های وابسته به سازمان ملل نظیر یونسکو به کار می‌رود. البته تمام سازمان‌های وابسته به سازمان ملل موافقت کرده‌اند که به عنوان یک ابزار در رایزنی‌های خود از «مثله‌کردن جنسی زنان» استفاده نمایند.
ناقص‌سازی جنسی زنان
برخی منابع فارسی‌زبان لفظ «ناقص‌سازی جنسی زنان» را برای این عمل به کار می‌برند.
دغدغه‌های مردم‌شناختی
نام‌گذاری بریدن آلت تناسلی زنان موضوع مجادله برانگیزی برای مردم شناسان بوده است. برخی از مردم‌شناسان با اصرار بر احترام به عقاید و سنن فرهنگ‌ها نامگذاری «مثله‌کردن جنسی زنان» را رد کرده و به جای آن عناوینی مانند «جراحی سنتی زنان» را پیشنهاد می‌کنند؛ پیشنهادی که توسط برخی محققان دیگر به دلیل غلط‌انداز بودنش مورد نقد قرار گرفته است.

## منشأ و رواج تاریخی

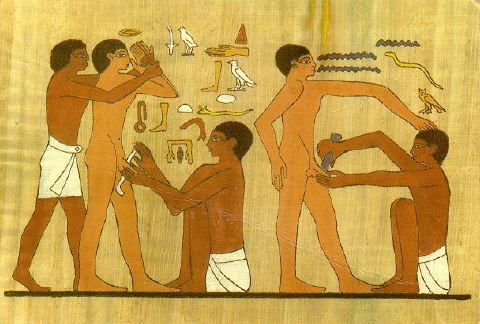
قدیمی‌ترین نقاشی یافت‌شده از ختنه مردان، متعلق به مصر باستان است. نقاشی فوق مربوط به ۲۰۰۰ تا ۲۳۵۰ سال پیش از میلاد مسیح می‌باشد.

خاستگاه جغرافیایی رسم قطع آلت تناسلی را، درهٔ رود نیل در مصر باستان می‌دانند. گمان بر این است که این رسم‌ها بعدها به نواحی اطراف چون حوزه رود نیل، و شمال شرق و غرب آفریقا گسترش یافته است. قدیمی‌ترین شاهد موجود مومیاییهایی هستند که به ۲۰۰ سال قبل از میلاد بازمی‌گرداند و آثار قطع کلیتوریس در آن‌ها پیداست. مورخ یونانی هرودوت وجود این رسم را در بین مصریان در سال پنجم پیش از میلاد گزارش کرده است. هرودوت همچنین گزارش می‌کند که رومی‌ها، اتیوپیها، و فنیقی‌ها نیز قطع دستگاه تناسلی زنان را انجام می‌دهند. جغرافی‌دانان یونانی استرابو آن را در بین مصریان در حدود سال ۲۵ قبل از میلاد گزارش می‌کند. این رسم هدفش جلوگیری از بی‌قاعدگی جنسی نمی‌بود، بلکه نوعی مناسک‌گذر به حساب می‌آمده است که ریشه آن در افسانه‌های مربوط به مصر باستان و دیگر مردمان آفریقا بوده است. این مردمان بر این اعتقاد بودند که ارواح خدایان و انسان‌ها دوجنسی می‌باشند. این ارواح ویژگی‌های دوجنسی خود را روی ارگان‌های تناسلی تصویر می‌کنند. بدین گونه، زنانگی مرد در پوست روی اندام جنسی مرد، و روح مردانه زن در کلیتوریس او است. برش این بخش‌ها عملاً بخش زنی مرد را می‌زداید و او را به یک مرد کامل تبدیل می‌کند؛ و بخش مردی زن را می‌زداید و او را به یک زن کامل تبدیل می‌کند. امروزه هنوز زنان مصری به زنانی که ختنه نشده‌اند با دید تحقیر نگریسته و می‌گویند: «تو مثل یک مرد هستی».

## انواع بریدن آلت تناسلی زنان

در پرونده: A-شکل طبیعی B-نوع اول C-نوع دوم D-نوع سوم. بر اساس تقسیم بندی سازمان بهداشت جهانی در سال ۱۹۹۷ در نوع اول مثله‌کردن دستگاه تناسلی زنان، کلیتوریس برداشته می‌شود، در نوع دوم کلیتوریس به همراه لب‌های کوچک فرج بریده می‌شود، و در نوع سوم، پس از برش کلیتوریس و لب‌های کوچک فرج، لب‌های بزرگ فرج به هم نزدیک آورده شده و دوخته می‌شود. هر سه این انواع دارای عوارض پزشکی منفی بوده، ولی عوارض منفی نوع سوم بسیار شدیدتر از انواع دیگر می‌باشد.

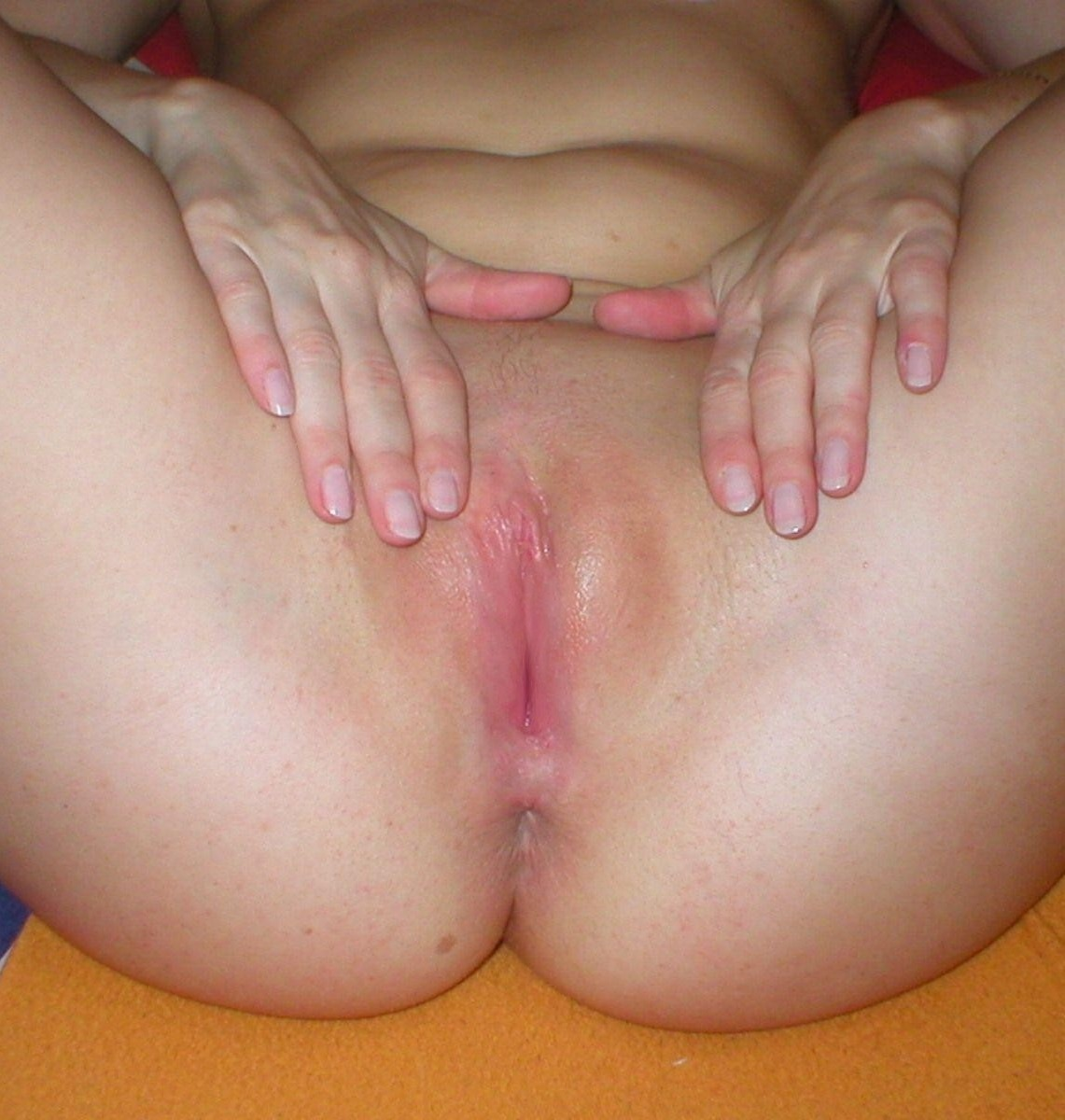
جراحی زیبایی آلت جنسی در جوامع غربی مورد استفاده است. در این تصویر چوچوله و لبه‌های فرج این زن پس از جراحی زیبایی بریده شده است.

سازمان بهداشت جهانی (WHO) در سال ۱۹۹۷ میلادی مُثله‌کردن آلت تناسلی زنان را بر سه نوع تقسیم‌بندی کرده بود که در شکل نمایش داده شده است. گزارش جدیدتر سازمان ملل چهار گونهٔ این عمل را برمی‌شمارد:
- نوع اول: برداشتن کلی یا جزئی کلیتوریس و/یا غلفه است (کلیتوریکتومی)
- نوع دوم: برداشتن کلی یا جزئی کلیتوریس و لب‌های کوچک فرج (عضو)، با/بدون بریدن لب‌های بزرگ فرج
- نوع سوم: هرگونه تنگ کردن مجرای مهبل با ایجاد یک مهر و موم پوششی با قطع کردن و تغییر مکان دادن لب‌های کوچک فرج و/یا لب‌های بزرگ فرج، با یا بدون بریدن کلیتوریس
- نوع چهارم: هرگونه عمل خطرناک دیگر بر روی آلت تناسلی زنان به مقصودی غیر پزشکی. مانند سوراخ کردن، سوزن زدن، شکافتن و غیره.

در تقسیم‌بندی‌ای دیگر بریدن آلت تناسلی زنان دست‌کم بر سه گونه است:
- ختنه سنت: که در آن اجازه می‌دهند مقدار کمی خون از روکش کلیتوریس خارج شود، یا اینکه بخش‌هایی از روکش کلیتوریس را برمی‌دارند. این‌گونه از برش دستگاه تناسلی زنان نزدیک‌ترین به ختنه مردان بوده هرچند انجام عمل ظرافت بیشتری را خواهان است و امکان اشتباه هنگام انجام عمل بیشتر است. این نوع برش دستگاه تناسلی زنان، نوع غالب انجام آن نبوده و به نواحی جغرافیایی خاصی (عمدتاً مالزی) محدود می‌شود.
- قطع کردن: قطع کردن بخشی از دستگاه تناسلی زنان که می‌تواند از قطع کلیتوریس تا قطع کلیتوریس به همراه شفتین صغرای فرج، شفتین کبرای فرج را شامل شود.
- ختنه فرعونی: در این نوع کلیتوریس به همراه شفتین صغرای فرج، شفتین کبرای فرج قطع شده و سپس فرج دوخته می‌شود به گونه‌ای که فقط سوراخ کوچکی برای خروج ادرار و خون مربوط به قاعدگی بماند. این نوع که از نظر پزشکی دارای بیشترین اثر سوء می‌باشد در سومالی، اتیوپی، سودان و مصر بیشترین رواج را دارد. مردم محلی آن را ختنه فرعونی می‌خوانند زیرا بر اساس روایاتی در مصر باستان فراعنه آن را بر جمعیت یهودی ساکن مصر تحمیل می‌کردند.

## خطرات پزشکی و روانی
در بیانیه مشترکی که سازمان بهداشت جهانی، یونیسف، یونسکو، حقوق بشر سازمان ملل متحد و سایر سازمان‌های وابسته به سازمان ملل علیه ناقص‌سازی زنان منتشر نموده‌اند صریحاً عنوان شده است که هیچ سود پزشکی برای ختنه زنان شناخته نشده است و در عوض مشخص شده است که این عمل برای دختران و زنان از بسیاری جهات مضر و خطرناک می‌باشد. تحقیقات نشان می‌دهد که مضرات ختنه زنان بیش از فواید پیشنهادی توسط طرفداران آن است.
به گفته سازمان بهداشت جهانی هر برش در اعضای بدن می‌تواند مخاطره انگیز باشد خصوصاً اگر تحت شرایط غیر بهداشتی انجام شود، اما اکثر خطرات شدید ذکر شده برای بریدن آلت تناسلی زنان مربوط به شدیدترین نوع (ختنه فرعونی) می‌باشد. سازمان یونیسف در مورد کسانی که به وجود ختنه نوع شدید و خفیف اعتقاد دارند بیانیه می‌کند: «ما به شدت نگران این موضوع هستیم که ختنه زنان در بسیاری موارد توسط کادر پزشکی و در درمانگاه انجام می‌شود. در برخی جوامع که ختنه زنان بسیار رایج است این تفکر وجود دارد که می‌توان عمل ختنه زنان را به صورت خفیف و توسط کادر درمانی انجام داد. اما واقعیت این است که این عمل کلاً مردود است و نوع شدید و خفیف ندارد.»

### پیامدهای بهداشتی - روانی
ناقص‌سازی زنان پیامدهای منفی بر سلامت و روان زنان و دختران دارد. اولین مشکلات در زمان عمل رخ می‌دهد. تقریباً تمام دختران در هنگام عمل دردی جانکاه و خون‌ریزی را تجربه می‌کنند. در بعضی انواع ناقص‌سازی پای دختران باید برای روزها یا هفته‌ها به هم بسته شود که بسیار وضع ناراحت‌کننده‌ای را به دختران به وجود می‌آورد. عفونت‌های بعد از عمل نیز محتمل است. هرچند تعداد این مورد تنها زمانی مستند می‌شود که بیمار جهت درمان به بیمارستان مراجعه کند. ناقص‌سازی پیامدهای ناگوار بلند مدت متعددی دارد. کاهش لذت جنسی، دردهای عصبی، عفونت، مشکلات روانی، و استرس‌های بعد از عمل اختلال‌های ادراری، آسیب به ارگان‌های مجاور، عوارض روانی جنسی از جمله این پیامدهای ناقص‌سازی است. همچنین بریدن دستگاه تناسلی زنان میزان احتمال ابتلا به عفونت‌ها را افزایش می‌دهد و سبب هپاتیت نوع ب، HIV و انتقال عفونت‌ها از جمله انتقال ویروس می‌گردد. بروز عفونت لگنی در زنانی که ختنه شده‌اند بیشتر بوده، و این ممکن است باروری آن‌ها را تحت تأثیر قرار دهد. از نظر آماری، زنان عقیم در بین کسانی که قطع دستگاه تناسلی نوع سوم انجام داده‌اند بیشتر یافت می‌شود. کشور سومالی بیشترین تعداد برش دستگاه تناسلی نوع سوم را دارد، و بیشترین نرخ مرگ نوزادان و مرگ مادر در جهان را نیز داراست. اگر چه عوامل دیگر نیز در این موضوع دخیل هستند، ولی می‌توان بخشی از دلیل را به برش دستگاه تناسلی نسبت داد.
گونه نمادین ختنه (که به‌عنوان مثال در میان زنان مسلمان کشورهای جنوب آسیا مرسوم است) باعث برداشتن کلیتوریس یا تنزل در عملکرد دستگاه جنسی زنان نمی‌شود، و عموماً به‌صورت عمده‌ای ملایم‌تر از ختنهٔ مردان انجام شده و متعاقباً شانس عفونت یا ناقص‌سازی دستگاه جنسی در مقایسه با ختنهٔ مردان در آن کمتر می‌باشد.

### پیامدهای جنسی
یکی از مهم‌ترین دلایل سنتی انجام ناقص‌سازی جنسی زنان، برای کنترل یا کم‌کردن میل جنسی زنان است. اما طبق تحقیق کومو توماس، عملی که قرار بوده بی‌قاعدگی در امور جنسی را بکاهد، عملاً سبب تشدید آن شده است چرا که موجب شده زنانی که رضایت جنسی کمتری از آمیزش جنسی یافته‌اند به‌دنبال مردانی بگردند که رضایت جنسی بیشتری به آن‌ها بدهند. در نظرسنجی‌هایی که در مصر و سودان انجام گرفته زنان گزارش از آمیزش دردناک داده‌اند ولی اعتقاد نداشتند که میزان شهوت آن‌ها یا قابلیت آن‌ها برای رسیدن به ارگاسم کاهش یافته است. برخی از منتقدان بریدن آلت تناسلی زنان آن را تضمین باکرگی نمی‌دانند: در تحقیقات انجام شده زنان سودانی گفته‌اند که برخی از زنان برای مردانشان خودشان را مجدد ختنه کرده زیرا این کار باعث می‌شود که کانال مهبل تنگ‌تر شده و باکرگی شبیه‌سازی شود. به‌علاوه زنان مطلقه و بیوه‌ها نیز قبل از ازدواج مجدد این کار را انجام می‌دهند. بر پایهٔ این مشاهدات، منتقدان این‌گونه نتیجه‌گیری کرده که ختنه باعث تضمین باکرگی نیست.

### راه‌های درمانی
هرچند درمانی برای آسیب دیدگان نیست، اخیراً روش‌های جراحی پلاستیک برای مقداری بازسازی آسیب دیدگی‌ها و بازگرداندن حساسیت جنسی به کار می‌رود. از آنجا که فقط چند سانتیمتر از کلیتوریس بیرون از بدن و در معرض بریده‌شدن است، می‌توان از بخش داخلی کلیتوریس استفاده کرد و تا حدی زنان ختنه شده را درمان نمود. هرچند که حساسیت جنسی این بخش درونی کلیتوریس به اندازه بخش خارجی نیست. خود این درمان در صورتی که به دست افراد ناوارد انجام شود می‌تواند خطرناک هم باشد.

## ابعاد حقوقی و بین‌المللی
مسئله ختنه زنان در غرب زمانی توجه وسیعی را در بین افکار عمومی جلب نمود که تعدادی زنان از غرب آفریقا در آمریکا تحت عنوان آنکه اگر به کشور خود بازگردند در معرض این عمل جراحی قرار خواهند گرفت، تقاضای پناهندگی نمودند.
در بین سال‌های ۱۹۸۰ تا ۱۹۹۰ میلادی، برش دستگاه تناسلی زنان به شکل عمده‌ای مشکلی پزشکی در نظر گرفته می‌شد، ولی از سال ۱۹۹۰ میلادی به بعد گفتمان‌های پیرامون این موضوع غالباً آن را ناقض حقوق اصلی بشر توصیف می‌کنند. سازمان یونیسف ناقص‌سازی جنسی زنان را نقض حقوق بنیادی دختران، تبعیض و نقض حقوق دستیابی به فرصت‌های برابر، سلامتی، رهایی از خشونت، جراحت، سوءاستفاده، شکنجه، بدرفتاری یا رفتار غیرانسانی و تحقیرآمیز، محافظت دربرابر سنت‌های خطرناک، و حق تصمیم‌گیری‌های مربوط به تولیدمثل دانسته است که همگی این حقوق در حمایت قوانین بین‌المللی هستند. در بیانیه‌ای که سازمان بهداشت جهانی و چندین سازمان وابسته با سازمان ملل علیه ناقص‌سازی زنان در سال ۲۰۰۸ منتشر کرده است، ناقص‌سازی زنان نقض حقوق بشر اعلام‌شده است. علاوه بر این، کنوانسیون‌ها و عهدنامه‌های جهانی و منطقه‌ای متعددی پشتیبان براندازی این رسم در سطح جهانی‌اند. از جمله این کنوانسیون‌ها می‌توان به موارد زیر اشاره کرد:
- کنوانسیون حقوق مدنی و سیاسی
- کنوانسیون حقوق اقتصادی، اجتماعی و فرهنگی
- کنوانسیون حقوق کودک
- کنوانسیون برای برچیدن هرگونه تبعیض ضد زنان (CEDAW)

از سال ۲۰۰۳ به ابتکار کمیته بین آفریقایی مناسک سنتی تأثیرگذار بر سلامت زنان و کودکان و با تصویب کمیسیون حقوق بشر سازمان ملل روز ۶ فوریه هرسال به عنوان روز بین‌المللی عدم هرگونه مدارا با مثله کردن جنسی زنان نامگذاری شده است. به گفته مدیر بنیاد جمعیت سازمان ملل، تورایا احمد عبید، این بنیاد خواستار تعهد جدی‌تر دولت‌ها برای سرمایه‌گذاری و اجرای برنامه‌هایی جهت پیشگیری از این عمل است و تأیید می‌کند که بین ۱۲۰ تا ۱۴۰ میلیون زن در سراسر جهان، ناقص‌سازی جنسی شده‌اند و سه میلیون دختر هر ساله در معرض خطر آن قرار دارند.

## باورهای محلی در مورد ناقص‌سازی زنان
دلایل انجام این عمل باورهای زیر است:
- پایبندی به سنت (ختنه زنان به علت آنکه این امر از دیرباز مرسوم بوده است)[۴۲]
- جنسی (برای کنترل یا کم کردن میل جنسی زنان)[۱۷]
- اجتماعی (دلایلی مانند ورود دختران به مرحله زنانگی (مناسک گذار)، اتحاد اجتماعی و حفظ پیوستگی اجتماعی)[۱۷]
- باورهای بهداشتی و زیبایی‌شناختی (باور به اینکه آلت تناسلی زنانه کثیف یا زشت است.[۱۷] در کردستان عراق از دست زنی که ختنه نشده باشد غذا نمی‌خورند و آن غذا را پاک نمی‌دانند)[۴۳]
- سلامتی (باور به اینکه این عمل قدرت باروری زن را بالا می‌برد یا موجب زنده ماندن نوزاد می‌شود)[۱۷]
- باورهای مذهبی (باور به اینکه بریدن آلت جنسی زنان دستوری مذهبی است)[۱۷][۴۴]

بر اساس مطالعه آماری که توسط کمیته‌ای وابسته به سازمان ملل در سال ۱۹۸۵ میلادی در آفریقا انجام پذیرفته، ۵۴ درصد افراد عرف رایج را دلیل اصلی برش دستگاه تناسلی دانسته‌اند. دلایل بعدی انجام وظیفه مذهبی و کاستن شهوات زنانه گزارش شده است. این نتایج سازگار با مطالعات آماری است که دو سال قبل در سال ۱۹۸۳ در سودان انجام پذیرفته بود. از بین ۴۵۰۰ شرکت‌کننده، ۸۷٫۷ درصد از مردان و ۸۲٫۲ درصد از زنان این عمل را تأیید کرده بودند که دلایل اصلی آن‌ها سنت و عرف موجود و مذهب بود. دلایل دیگری که این افراد در حمایت از ختنه زنان ذکر کرده‌اند عبارت است از: تمیزی، قابلیت ازدواج، اجتناب از بی‌قاعدگی در امور جنسی، تضمین باکرگی، بهبود قابلیت تولید مثل، کاهش تلفات نوزادان و مادر، بالا بردن لذت جنسی شوهر.

## نظریات علوم اجتماعی

### سرکوب زنان
بخشی از دلایل افراد محلی برای انجام این رسم، اجتناب از بی‌قاعدگی در امور جنسی و تضمین باکرگی زن است.
برخی از نظریات علمی، بریدن دستگاه تناسلی زنان را خاسته از سرکوب زنان توسط پدرسالاری می‌دانند. به عنوان مثال نوال سعداوی نظریه زیر را ارائه کرده است: در جوامعی که اجداد را از طریق جنس مذکر دنبال می‌کنند روی پاکدامنی زن تأکید می‌شود زیرا مردان می‌خواهند مطمئن باشند که ارث و اموال مرد به فرزندان خودشان می‌رسد (و نه فرزندان دیگران). همانگونه که طبقه حاکم ارزش‌های اخلاقی‌ای را در جامعه ترویج می‌کند که کارگران ترک لذات کنند، در حالی که خودشان زیاده‌روی در لذات را برای خودشان ارزش می‌دانند، مردان طبقه حاکم بر زنان هستند که عدم لذت‌بردن جنسی را بر زنان تحمیل کرده‌اند در حالی که برای خودشان آزادی و لذت جنسی وسیعی خواستار هستند. طبق بیانیه ۱۰ آژانس سازمان ملل متحد، ختنه زنان وجود حقوق نابرابر بین زن و مرد را نشان می‌دهد که ریشه در عرف‌های اجتماعی، اقتصادی و سیاسی دارد. این رسم با هدف نگاه داشتن عفاف یک دختر و کنترل غریزه جنسی انجام می‌شود و نقش جنسیتی اشتباهی را به زن تحمیل می‌کند.
کارول ماکورماک معتقد است سرکوب کردن زنان توسط مردان توضیح جامعی برای وجود برش دستگاه تناسلی زنان نمی‌باشد: در غرب آفریقا جوامعی هستند که برش کلیتوریس را انجام می‌دهند ولی آزادی بسیار قابل ملاحظه‌ای را به دختران قبل از ازدواج می‌دهند. به‌علاوه مطالعاتی نشان می‌دهد که درد ناشی از برش دستگاه تناسلی زنان ممکن است باعث ایجاد حس همبستگی بین زنان شده و این به نوبه خود باعث افزایش قدرت سیاسی و کنترل کردن دارایی‌ها توسط آن‌ها بشود. در میان ساکنان بومی استرالیا و ملانزی تبارها مراسم برش دستگاه جنسی مردان بسیار شدیدتر و دردناک‌تر از مراسم مربوط به زنان است، و این موضوع معمولاً در مورد جوامعی صادق است که اجداد را از طریق جنس مذکر دنبال می‌کنند و مردان در آن غالب هستند.

### ورود به حلقه زنان بالغ
برخی نظریات آن را نشانه‌ای بدنی دیده که علامتی از ورود دختر به گروه بالغان می‌باشد. در سواحل شربرو در سیرالئون زنان معتقدند که یک دختر بدون انجام ختنه از نظر بدنی ممکن است زن شود، ولی از نظر اجتماعی دختر باقی می‌ماند. بریدن کلیتوریس زن را به شکل غیر مبهمی، به شکل خالص و تمیزی، در گروه زنان قرار می‌دهد. ختنه چیزی دیده می‌شود که دختر را تمیز و خالص می‌کند. درد بریدن کلیتوریس استعاره‌ای از درد زاییدن است؛ در سیرالئون کسی که زاییده است و کسی که ختنه شده یک جایگاه دارند؛ محل انجام دو عمل یک جا است و به صورت ایدئال توسط یک قابله انجام می‌شود. زنانگی به‌صورت نمادین هنگام ختنه به‌دست آمده، و هنگام زاییدن تأیید می‌شود. همچنین زنانی که ختنه شده‌اند، خود گروه سرّی‌ای تشکیل می‌دهند که دختران پس از ختنه شدن به آن وارد می‌شوند.
نور قسّام‌علی در پاسخ به مناسک گذر بودن این عمل می‌پذیرند که ممکن است در برخی جوامع آفریقا این‌گونه باشد: مثلاً گیکویو (در کنیا) که این عمل در هنگام بلوغ انجام می‌دهند یا ماسایها هنگام ازدواج؛ ولی این دلیل را در مورد جوامعی مانند نیجریه، سودان، مصر یا اتیوپی که کودکان در سه یا چهار سالگی ختنه می‌شوند را مشکوک می‌یابد. نور قسّام‌علی همچنین به این نکته اشاره می‌کند که یوروبا در کشور نیجریه و مسی‌ها در بورکینافاسو معتقدند که اگر سر نوزاد به کلیتوریس بریده نشده بخورد، ممکن است باعث مرگ نوزاد بشود و به همین دلیل در شش ماهگی بارداری زن را تحت برش دستگاه تناسلی قرار می‌دهند!

## مبارزه با بریدن آلت تناسلی زنان

نماد مبارزه با ختنهٔ زنان

### مشکلات
علی‌رغم قوانین ممنوع‌کننده ناقص‌سازی زنان، این عمل به‌صورت یک سنت در میان بسیاری از جوامع و فرهنگ‌ها ادامه دارد. از آنجایی که این عمل در بسیاری اوقات در بین جوامع انجام دهنده اهمیتی فرهنگی و حتی سیاسی دارد، رهبران سیاسی برچیدن ناقص‌سازی زنان را در سطح جوامع بومی را دشوار یافته‌اند. برای مثال هنگامی‌که در دهه‌های ۱۹۳۰ و ۱۹۲۰ مبلغان مسیحی در کنیا، این رسم را در بین پیروان خود ممنوع کردند، در عوض ختنه زنان به‌صورت ابزاری برای جنبش قومی استقلال‌طلبی در بین بومیان کی‌کویو، پرشمارترین قومیت کنیا، درآمد و بومیان کنیا مبارزه علیه ختنه زنان را حمله امپریالیسم فرهنگی اروپائیان دانستند. نمونه‌ای دیگر زمانی بود که دولت استعماری بریتانیا در دهه ۱۹۵۰عمل ناقص‌سازی جنسی زنان را در کنیا ممنوع نمود. این کار به میزان زیادی مقاومت قبایل را در مقابل نیروهای استعماری افزایش داد و میزان حمایت از جنبش چریک‌های مائو مائو را افزایش داد.
به گفته مارک کوهن کسانی که عمل ختنه را انجام می‌دهند تحت تأثیر نیروهای شدید اقتصادی و فرهنگی بوده، نه اینکه انسان‌هایی جاهل یا شیطانی باشند؛ راه مقابلهٔ صحیح با عمل ختنه شناسایی این عوامل اقتصادی و فرهنگی و رسیدگی دقیق و ظریف به آنهاست.

### برنامه‌ها
سازمان ملل متحد برنامه‌هایی دارد تا این رسم را تا سال ۲۰۱۵ به میزان قابل توجهی کاهش دهد. برای برچیدن این رسم اقدام‌های لازم در دو سطح جامعه و ملی پیشنهاد شده است: پیشنهاد در سطح ملی شامل اقداماتی توسط رهبران حکومتی، مذهبی و سنتی، مجالس قانونگذاری و نهادهای مدنی و دولتی مربوط و در جهت سوق دادن جامعه به برچیدن این رسم می‌باشد. تجربیات دهه‌های آخر قرن بیستم نشان داده است که راه حل سریعی برای از میان برداشتن این رسم وجود ندارد. برچیدن این رسم نیاز به یک بستر قوی برای تغییر رفتارها و ارزش‌ها و همچون وجود سامانه‌ای قوی برای اعمال سیاست‌های موجود دارد. از آنجایی که این عمل رسمی اجتماعی است بهترین روش، همکاری نزدیک با مردم و رهبران محلی است.
در سودان ارگان‌های دولتی و غیردولتی طیفی از روش‌های مختلف از بهداشتی کردن عمل، تا براندازی کامل آن پیشنهاد کرده‌اند. موفقترین و جامعترین تلاش توسط جامعه علمی بابیکر بدری برای مطالعات زنان که تحت حمایت دانشگاه «الاحفاد للبنات» در خرطوم تلاش همه‌جانبه‌ای برای پایان دادن به ختنه زنان را شروع کرده‌اند که نه تنها سودان بلکه تمام آفریقا را تحت تأثیر قرار داده است. این گروه تلاش داشته‌اند که با راه‌اندازی مناظرات حقوقی، روانی و بحث‌های مذهبی سکوت حاکم را شکسته و دفترچه‌ها، مصاحبه‌ها و کارسوق‌هایی جهت افزایش آگاهی مردم برگزار کنند. رُقیه مصطفی ابوشرف خلاصه‌ای از مشکلات اصلی که این فعالان و حاکمان محلی در مبارزه با ختنه زنان با آن‌ها مواجه هستند را در کتابش جمع‌آوری کرده است.
در جوامعی که به برش دستگاه تناسلی زنان به عنوان مناسک گذر نگریسته می‌شود، روش مبارزه دیگر که توسط برخی ارگان‌ها اتخاذ شده است ایجاد مناسک گذر جایگزینی است که از طرفی به این عمل پایان داده ولی از طرف دیگر مراسم مربوط را حفظ و انتقال دانش مربوط به آن را ممکن سازد.
گروهی از مسلمانان تحصیل‌کرده که برای الغای برش دستگاه تناسلی زنان در میان مسلمانان تلاش می‌کنند، ترجیح می‌دهند این موضوع از طریق مناظرات درونی حل شود و مخالف مداخله غربیان هستند. ایشان می‌گوند رسم ختنهٔ زنان تنها زمانی از بین می‌رود که افسانه‌ها و تصورات غلطی که پیرامون آن وجود دارد فهمیده شده و دفع شوند و ریشه کنی افسانه‌های اجتماعی پیرامون آن مانند اینکه این کار بی‌قیدی‌های اخلاقی را کاسته، و اینکه دختران ختنه شده «پاک» و «طاهر» هستند، نمود. مطالعاتی که در میان سومالیان ساکن سوئد انجام شده نشان داده است که عامل مؤثری که باعث تغییر دیدگاه عموم سومالیان نسبت به ختنه زنان بوده است چیزی جز استدلالات مذهبی نبوده است. اکثر سومالیان ساکن سوئد به عنوان مثال به آیه ۱۱۹ سوره نسا از قرآن در مورد این موضوع اشاره می‌کنند که بر اساس آن نباید در مخلوقات خدا تغییر ایجاد کرد.

### مرکز پزشکی کمک به زنان ختنه شده
یک مرکز پزشکی در برلین با حمایت واریس دیری، مانکن سابق، برای کمک به قربانیان «ختنه» زنان تأسیس شده است. نام این مرکز پزشکی، «مرکز کمک به قربانیان ناقص‌سازی آلت جنسی زنان» است. در این کلینیک خدمات روان‌شناسی و همچنین عمل بازسازی کلیتوریس انجام می‌شود.

## ابعاد دینی و فرهنگی

### یهودیت
سنت ختنه زنان در یهودیت یافت نمی‌شود، زیرا هیچ علامتی روی بدن زن به عنوان نشانه‌ای از عهد با خدا در نظر گرفته نمی‌شود. هیچ اشاره‌ای به ختنه زنان در عهد عتیق یافت نمی‌شود. قطع دستگاه تناسلی زنان در میان جامعهٔ اقلیت یهودی اتیوپیایی (اسرائیل بتا)، که پیش‌تر به فلاشا شناخته می‌شده‌اند، انجام می‌شود. این عمل می‌تواند تنها توسط زنی یهودی انجام شود. یهودیان اتیوپیایی که به اسرائیل مهاجرت کرده‌اند، دیگر به انجام قطع دستگاه تناسلی زنان نمی‌پردازند. اما آداب و رسوم ختنه بیش از آنکه برگرفته از فرهنگ یهودیت باشد برگرفته از فرهنگ بومی آفریقا می‌باشد.

### مسیحیت
بریدن آلت تناسلی زنان در بین بسیاری از مسیحیان آفریقا هم رواج دارد. همچنین قبطی‌ها در مصر، پیرو این رسم می‌باشند. اما آداب و رسوم ختنه بیش از آنکه برگرفته از فرهنگ مسیحیت باشد، برگرفته از فرهنگ بومی آفریقا می‌باشد. سنت ختنه زنان در مسیحیت یافت نمی‌شود زیرا هیچ علامتی روی بدن زن به عنوان نشانه‌ای از عهد با خدا در نظر گرفته نمی‌شود. هیچ اشاره‌ای به بریدن آلت تناسلی زنان در عهد عتیق یا عهد جدید یافت نمی‌شود.

### اسلام
برش دستگاه تناسلی زنان مربوط به پیش از اسلام است. در طی دو دهه پایانی قرن بیستم، نوشته‌های دانشگاهی و وسایل ارتباط جمعی برش دستگاه تناسلی زنان را به صورت برجسته‌ای به آفریقا و اسلام نسبت داده‌اند. به‌گفتهٔ نور قسّام‌علی، به شکل تناقض آمیزی، هم از اسلام برای توجیه و هم برای محکوم کردن این سنت استفاده شده است. داده‌های موجود نشان می‌دهد که این رسم در بین مسلمانانی پا گرفته است که به عنوان سنت محلی شان قبلاً موجود بوده و پس از ورود اسلام توسط فقیهان محلی توجیه اسلامی شده است، و به‌عنوان سنتی اسلامی درآمده است. شواهدی قوی وجود دارد که بسیاری از فقهای مسلمان رسم ختنه زنان را مورد تأیید قرار داده و آن را توصیه کردند. امروزه اکثر الهی‌دانان مسلمان ختنه زنان را غیرضروری و متناقض با اسلام راستین می‌دانند.
در قرآن دربارهٔ ختنه زنان سخنی به میان نیامده است. توجیهات فقیهان دینی بیشتر بر پایه حدیث منسوب به محمد است که بر اساس روایت معروف آن، محمد به زنی در مدینه که ام‌عطیه‌اش می‌خواندند و زنان را ختنه می‌کرد گفت که «ام‌عطیه هنگامی که زنی را ختنه می‌کنی از اندام وی بسیار مبر تا روی او روشن‌تر باشد و نزد شوی دوست‌تر باشد.» در شکل دیگری از همان حدیث، ذکر شده است که «نسبت به ختنهٔ زنان شدت نشان ندهید، چرا که این برای زن لذت‌بخش‌تر بوده و مورد پسند شوهر می‌باشد.» هرچند فقیهان به صورت کلی ضعف زنجیره انتقال این حدیث را که در سنن ابن داوود (و نه بخاری و مُسلِم) نقل شده، پذیرفته‌اند. همچنین احادیثی منشأ ختنهٔ زنان را به هاجر و سارا می‌رسانند.
احمد ابن حنبل ختنهٔ زنان را مکرومه (عمل نجیب) و نه واجب می‌دانست. در میان چهار فرقه اهل سنت تنها شافعی‌ها هستند که ختنه زنان را لازم می‌دانند. به گفته فقیه النووی در ختنه زنان واجب است پوست کوچکی که در نوک دستگاه جنسی زنان قرار دارد بریده شود. اگر چه لزوم ختنه زنان موضوعی بحث‌برانگیز بوده، ولی فقهای سنتی عموماً کاستن آنچه «امیال جنسی افراطی زنان» در نظر می‌گرفتند را لازم می‌دانستند. در سال ۱۹۹۷، هنگامی که تعدادی از علمای الازهر ادعا نمودند که ختنه زنان رسمی اسلامی است. این نظر با واکنش اکثر علما مواجه شد که نظر فوق را رد کردند. گروه مقابل اعتقاد داشتند که محمد، پیامبر مسلمانان، مردم را از این عمل نهی کرده و آن را سنتی فرعونی دانسته است.

### شیعه
در بین شیعیان ختنه زنان بجز فرقه مستعلوی در مصر شیوع نمی‌دارد. نظر کلی شیعیان بر پایه حدیثی است که ابن بابویه از علی، نخست شیعیان نقل می‌کند که «ایرادی ندارد اگر زنان را ختنه نکنید، ولی برای مردان واجب است». همچنین علامه حلی نیز حدیثی را از علی ابن ابیطالب نقل می‌کند که «ختنه مردان واجب است، ولی ختنه زنان توصیه می‌شود.» با این‌حال، چون این عمل در بین ایرانیان و عراقیان پایگاه فرهنگی نداشته است، در بین شیعیان یافت نمی‌شود. برخی از مراجع تقلید دوران معاصر ختنه‌کردن زنان را مستحب و برخی آن را حرام دانسته‌اند.

## پراکندگی در کشورها و قوانین مرتبط

### آفریقا

نقشه پراکندگی در آفریقا. اطلاعات بر مبنای داده‌های تقریبی هستند.

در کشورهای آفریقایی برش دستگاه تناسلی زنان در بین پیروان اعتقادات انیمیستی رواج دارد. این عمل در بین مسیحیان و مسلمانان آفریقا هم رواج دارد. برش دستگاه تناسلی زنان امروزه در بین مردمان دره رود نیل مستقل از مذهب آن‌ها انجام می‌شود. مسلمان و قبطی‌ها در مصر، و در نقاط جنوبی‌تر تمامی اتیوپیان من‌جمله فلاشاها، یهودیان اتیوپی، پیرو این رسم می‌باشند. این رسم در ۲۷ کشور از ۵۴ کشور آفریقا مکتوب شده است که میزان تقریبی آن ممکن است از ۵ درصد تا ۹۸ درصد بسته به کشور متفاوت باشد.
| کشور                                | سال  | درصد دختران و زنان ختنه شده بین ۱۵ تا ۴۹ سال |
| ----------------------------------- | ---- | -------------------------------------------- |
| اتیوپی                              | ۲۰۰۵ | ۷۴٫۳                                         |
| اریتره                              | ۲۰۰۲ | ۸۸٫۷                                         |
| اوگاندا                             | ۲۰۰۶ | ۰٫۶                                          |
| بنین                                | ۲۰۰۱ | ۱۶٫۹                                         |
| بورکینافاسو                         | ۲۰۰۵ | ۷۲٫۵                                         |
| جمهوری متحد تانزانیا                | ۲۰۰۴ | ۱۴٫۶                                         |
| جیبوتی                              | ۲۰۰۶ | ۹۳٫۱                                         |
| جمهوری آفریقای مرکزی                | ۲۰۰۵ | ۲۵٫۷                                         |
| چاد                                 | ۲۰۰۴ | ۴۴٫۹                                         |
| ساحل عاج                            | ۲۰۰۵ | ۴۱٫۷                                         |
| سومالی                              | ۲۰۰۵ | ۹۷٫۹                                         |
| سودان، شمال (حدود ۸۰ درصد جمعیت کل) | ۲۰۰۰ | ۹۰٫۰                                         |
| سیرالئون                            | ۲۰۰۵ | ۲۸٫۲                                         |
| غنا                                 | ۲۰۰۵ | ۳٫۸                                          |
| کامرون                              | ۲۰۰۴ | ۱٫۴                                          |
| کنیا                                | ۲۰۰۳ | ۳۲٫۲                                         |
| گامبیا                              | ۲۰۰۵ | ۷۸٫۳                                         |
| گینه بیسائو                         | ۲۰۰۵ | ۴۴٫۵                                         |
| لیبریا                              | ۲۰۰۷ | ۴۵٫۰                                         |
| مالی                                | ۲۰۰۱ | ۷۱٫۳                                         |
| مصر                                 | ۲۰۰۵ | ۹۵٫۸                                         |
| موریتانی                            | ۲۰۰۱ | ۷۱٫۳                                         |
| نیجر                                | ۲۰۰۶ | ۲٫۲                                          |
| نیجریه                              | ۲۰۰۳ | ۱۹٫۰                                         |
| یمن                                 | ۱۹۹۷ | ۲۲٫۶                                         |

قوانین موجود
در ۱۵ کشور آفریقایی ناقص‌سازی زنان و دختران ممنوع می‌باشد. در کشور مصر با وجود اینکه دولت ختنه زنان را از سال ۱۹۹۷ غیرقانونی اعلام کرده است (با درج استثنا برای برخی پزشکان)، همچنان در نقاط مختلف این کار انجام می‌شود و قربانیانی نیز بر جای می‌گذارد. مجلس شورای ملی مصر با تصویب قانون دیگری، در تاریخ ۷ ژوئن ۲۰۰۸ میلادی، ختنه زنان را به جز در «شرایط استثنایی» جرم به‌شمار آورد. برخی فعالان معترضند که درج عبارت «شرایط استثنایی» موجب کاهش تأثیر قانون و تفسیر آن خواهد شد.
در بورکینافاسو، جنبش‌های اجتماعی برای آگاه‌سازی مردم از خطرات ناقص‌سازی جنسی زنان از سال ۱۹۷۵ آغاز شده بود. قبل از تصویب این قانون نیز با حکم ریاست جمهوری «کمیتهٔ ملی علیه قطع عضو» تشکیل شد و همچنین برای کسانی که زنان و دختران را ختنه می‌کردند جریمه تعیین می‌شد.
در ساحل عاج آسیب زدن به آلت جنسی زنانه را به هر شکل کامل یا جزئی با برداشتن، بریدن، بی‌حس کردن یا هر روش دیگری که سلامتی زن را به خطر اندازد ممنوع کرد و جریمه یک تا ۵ سال زندان و جریمه نقدی ۳۶۰۰۰۰ تا دومیلیون فرانک برای آن در نظر گرفت که در صورت مرگ قربانی به ۵ تا ۲۰ سال زندان افزایش یافته و چنانچه پزشکی مرتکب این عمل شود ۵ سال از حق طبابت محروم می‌شود. در جمهوری جیبوتی انجام این عمل مجازات ۵ سال حبس و یک میلیون فرانک جیبوتی جریمه نقدی دارد.

### آسیا و اقیانوسیه
اسرائیلاین عمل در میان برخی از زنان عرب بادیه‌نشین اسرائیلی انجام می‌شود. اما اقلیت یهودی اتیوپیایی (فلاشاها یا اسرائیل بتا) پس از مهاجرت به اسرائیل این سنت را کنار گذارده‌اند.
افغانستاندر افغانستان بریدن آلت تناسلی زنان ناشناخته است.
ایراندر قوانین ایران اشاره مستقیمی به ممنوعیت ختنه زنان نشده است ولی برخی قوانین کلی در خصوص منع مثله کردن در قوانین کیفری وضع شده است که به شکل غیر مستقیم به جرم‌انگاری آسیب زدن قسمتی از بدن هر فرد پرداخته شده است. طبق ماده ۴۷۹ قانون مجازات اسلامی مصوب ۱۳۷۰/۵/۸ و ماده ۶۶۴ قانون مجازات اسلامی مصوب ۱۳۹۲/۲/۱ در مورد بریدن آلت جنسی زنانه حکم دیه را جاری ساخته است. با این حال در به دلیل تابو بودن و حساسیت‌های دینی و اجتماعی آمار دقیقی از میزان شیوع ختنه در بین زنان ایرانی وجود ندارد، با این این حال طبق تحقیقات و پژوهش‌های پراکنده پدیده ختنه زنان در ایران در بخش‌هایی از استان‌های بوشهر، هرمزگان، کردستان، خوزستان، لرستان، و مناطق کردنشین آذربایجان غربی وجود دارد. بررسی‌های میْدانی توسط محققان در دانشگاه علوم پزشکی مشهد نشان داده است که میزان ختنه زنان در میناب حدود ۷۰٪ است. تحقیقات این گروه «ضعیف بودن آگاهی و نگرش افراد مورد مطالعه، لزوم آموزش مردم منطقه و اهمیت مراکز بهداشتی - درمانی در افزایش سطح آگاهی و تغییر نگرش‌های مردم را نشان می‌دهد.» عرب‌های سوسنگرد دخترانشان را در سن هفت یا هشت سالگی ختنه می‌کردند، و بخش بریده شده را نگاه می‌داشتند تا اینکه دختر عروسی کند و در روز عروسی آن را به دور گردن دختر می‌پوشاندند. به نظر می‌آید نحوه انجام آن در استان خوزستان از نوع نمادین بوده و قطع کلیتوریس صورت نمی‌گیرد. همچنین گزارش‌هایی مبنی بر انجام این کار در بین سنی‌های کردستان در سنین بین ۹ تا ۱۵ سال نیز موجود است. این رسم در بندر کنگ «تیغ سنت و فرهنگ» خوانده می‌شود و ۷۰ درصد برآورد می‌شود که اغلب در ۴۰ روزگی نوزادان و با روش‌های کاملاً غیربهداشتی توسط قابله‌های محلی انجام می‌شود. گزارش شده است که در بندر جاسک نیز این عمل انجام می‌شود: بریدن آلت تناسلی زنان در بین شیعیان واجب نبوده و در بین اکثر سنیان ایران نیز مرسوم نیست. با آنکه دولت فعلی ایران اقدامات برجسته‌ای برای اصلاح این سنت انجام نداده است، با این حال طبق تحقیقات و مشاهدات جدیدتر عواملی همچون کاهش حمایت دختران نسل جدید از امر ختنه زنان و دختران، آشنایی بیشتر مردم روستانشین که پدیده ختنه زنان در آنجا رایج است با جهان مدرن، دسترسی بهتر این روستاها به آموزش و پرورش، تغییر نگاه نسل جوان به مقوله دین، دسترسی بیش‌تر روستانشینان به رسانه‌ها و فناوری‌های نوین، مهاجرت از روستا به شهر، دشوار بودن مسافرت بی‌بی‌های مسن به مناطق اطراف برای ختنه دختران و بی رغبتی نسل جوان برای پر نمودن جای ختان‌های پا به سن گذاشته سبب شده است که تا حدودی روند ختنه زنان در ایران شکل نزولی داشته باشد.
عراقنواحی کردنشین شمال عراق، تنها منطقه شناخته‌شده در عراق می‌باشد که این رسم در آن انجام می‌شود. روزنامه واشینگتن پست در اواخر سال ۲۰۰۸ شیوع ختنه زنان را در نواحی کردنشین عراق بیش از ۶۰٪ ذکر کرده که حداقل در یک ناحیه به ۹۵ درصد می‌رسد. دیده‌بان حقوق بشر هم در سال ۲۰۱۰ در گزارشی رواج آن را در برخی نقاط کردستان عراق تا ۷۰٪ برآورد کرده است. در کردستان عراق از دست زنی که ختنه نشده باشد غذا نمی‌خورند و آن غذا را پاک نمی‌دانند.
کشورهای عربی خاورمیانهاین رسم در جنوب یمن، بحرین، امارات متحده عربی و عمان انجام می‌شود. با این حال این رسم در عربستان، عرب‌های عراق، اردن، سوریه و لبنان مرسوم نمی‌باشد. به‌صورت تاریخی در جهان اسلام، این رسم به‌صورت خیلی غیرمنظم انجام شده یا به سوزن زدن نمادین به کلیتوریس محدود بوده است. در یک منطقه جغرافیایی ممکن است قبیله‌ای آن را انجام دهند و قبیله همسایه از وجود آن مطلع نباشد یا اینکه آن را ترک کرده باشند. کشیدن نقشه‌ای که میزان رواج ختنه زنان را نشان دهد کار بسیار سختی است زیرا عموماً این کار به‌صورت مخفیانه انجام می‌شود، مردان از آن آگاه نمی‌شوند و مراسم و تشریفات خاصی ندارد.
در عربستان کسانی که به شغل قابلگی مشغول بودند، عمل ختنه دختران را نیز انجام می‌دادند.
آسیای جنوبیختنه زنان مسلمان در کشورهای جنوب آسیا و استرالیا عموماً به‌صورت نمادین و معمولاً در دوران نوزادی یا ابتدای طفولیت انجام می‌شود. این‌گونه ختنه باعث برداشتن کلیتوریس نشده و باعث تنزل در عملکرد دستگاه جنسی نمی‌شود، و عموماً به‌صورت عمده‌ای ملایم‌تر از ختنه مردان بوده و شانس عفونت و ناقص‌سازی دستگاه جنسی در مقایسه در آن کمتر می‌باشد. انجام گونه‌های پیشرفته‌تر قطع دستگاه جنسی به عنوان دستور اسلامی در نظر گرفته نشده و امروزه به‌صورت فزاینده‌ای عموم مردم در مورد مضرات آن آگاهی پیدا کرده‌اند. همچنین این عمل در کشور اندونزی به شدت رواج دارد که عموماً از نوع نمادین می‌باشد. در مالزی نیز درمناطق روستایی ختنه نمادین وجود دارد. در گذشته مرسوم بوده که هنگام ختنه دختران بزرگتر (بین پنج تا هشت سال)، او را به صورت زیبایی با طلا آرایش کرده، جشنی بر پا می‌کردند که در آن دختر به‌صورت نمادینی به عنوان زن آینده ارائه می‌شد. امروزه این آداب منسوخ شده است. همچنین امروزه والدینی که دختران خود را ختنه نکنند برخلاف گذشته مورد نکوهش جامعه قرار نمی‌گیرند. این امر بخاطر باور گسترده مردم به عدم واجب بودن ختنه زنان در اسلام می‌باشد.
هند و سریلانکاگزارش‌هایی از ختنه زنان در هند و سریلانکا وجود دارد. مثله‌کردن جنسی زنان در کشور هند رایج نیست، اما دولت هند تاکنون هیچ قانونی در پیرامون این موضوع وضع نکرده است.
اقیانوسیه

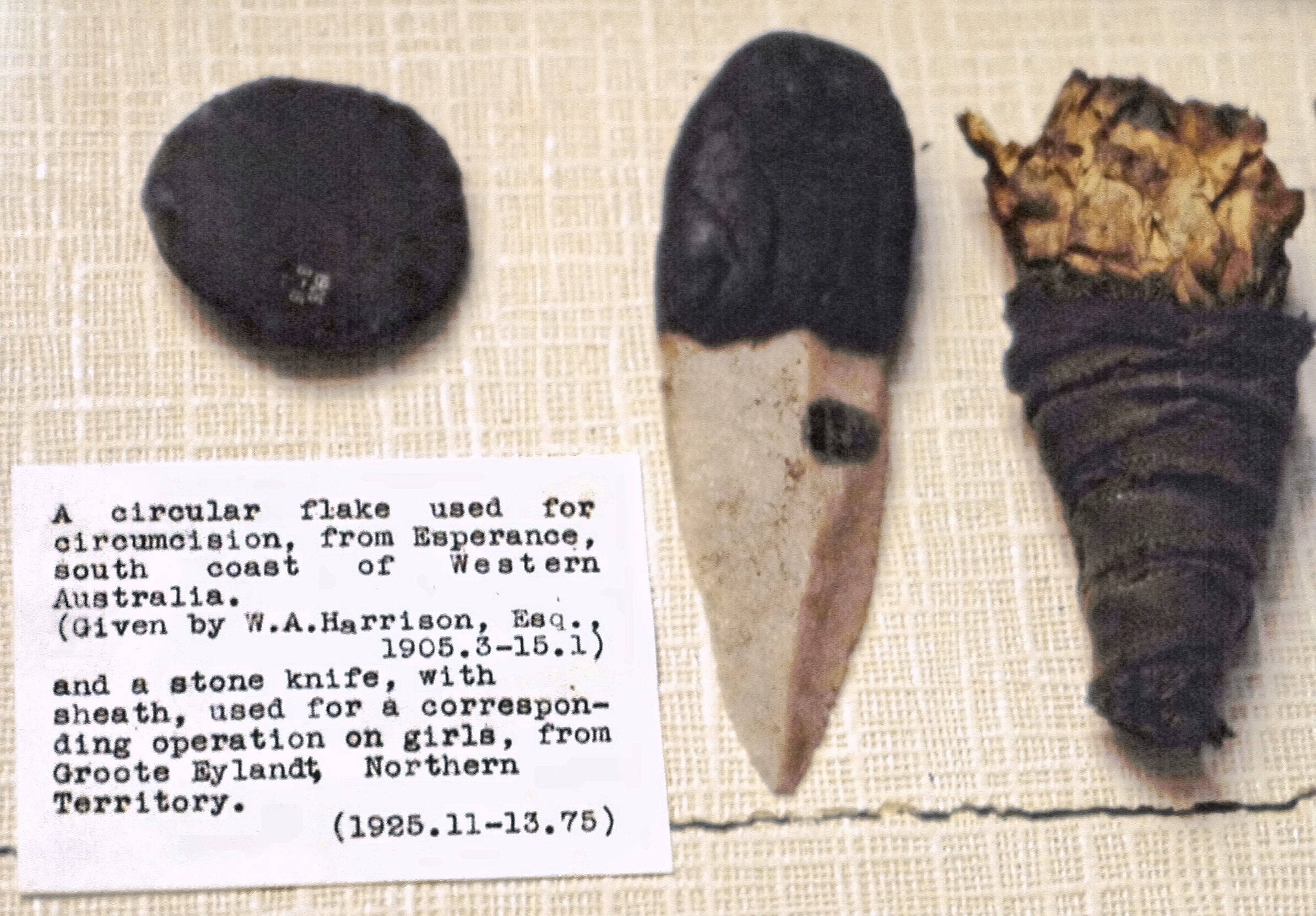
یک چاقوی سنگی به همراه غلاف آن که برای بریدن آلت تناسلی زنان در استرالیا استفاده می‌شده است (عکس از موزه بریتانیا در شهر لندن).

این رسم در میان بومیان استرالیا مرسوم بوده است.

### دیگر کشورها
در قرن نوزدهم و اوایل قرن بیستم میلادی، پزشکان غربی از برش کلیتوریس جهت درمان برخی مشکلات عصبی و جنسی استفاده می‌کردند. از جمله دلایلی که پزشکان برش کلیتوریس را تجویز می‌کردند اعتقاد به این بود که خودارضایی ممکن است به جنون بینجامد. این موضوع در غرب ادامه نیافت و هیچگاه مبدل به آداب مذهبی یا بخشی از فرهنگ غرب نشد. در سال ۱۹۹۶، قانون فدرال به عمل ناقص‌سازی جنسی زنان وجهه‌ای جنایی بخشید. ۱۵ ایالت نیز قانون‌های مشابهی را تصویب کرده‌اند.
امروزه در جمعیت‌های مهاجر برخی کشورها مانند کانادا، انگلستان، آلمان این رسم دیده می‌شود و قوانینی علیه آن تصویب شده است. همچنین گزارش‌هایی از ختنه زنان در پرو و کلمبیا به ثبت رسیده است.

## در ادبیات و فیلم

کتاب کودکان صحرا نوشتهٔ واریس دیری

- کتاب گل صحرا خاطرات واریس دیری، زنی سومالیایی است که در ۵ سالگی ختنه از نوع سوم شده است. دیری اکنون یک مانکن بین‌المللی معروف، نویسنده و سخنگوی حقوق زنان در آفریقاست و به عنوان سفیر سازمان ملل متحد در راه توقف ختنهٔ زنان در جهان فعالیت می‌کند. او که در ۱۲ سالگی از زندگی کوچ‌نشینی در صحرا و ازدواج اجباری فرار کرده است، در این کتاب گزارش می‌دهد که ختنه معمولاً در شرایط کاملاً ابتدایی به وسیلهٔ قابله یا زنی دهاتی انجام می‌شود و از هیچ داروی بیهوشی برای این کار استفاده نمی‌شود.[۶۷]
- کتاب کودکان صحرا کتاب دیگری از واریس دیری به‌همراه روزنامه‌نگار کورینا میلبورن است که در تحقیقات خود میزان رواج ناقص‌سازی جنسی زنان در اروپا را نشان دادند.[۹۵]

### فیلم‌ها
- روزی که هرگز فراموش نمی‌کنم از کیم لانگینوتو (فیلم مستند، محصول ۲۰۰۲)
- دنیا (Dunia؛ ۲۰۰۵)
- بینتو در پاریس (Bintou in Paris؛ فیلم کوتاه مستند، ۱۹۹۵)
- دابلا! قطع (Dabla! Excision؛ مستند، ۲۰۰۳)
- کاهش زندگی - زنان آفریقایی با یک آیین می‌جنگند (Schnitt ins Leben - Afrikanerinnen bekämpfen ein Ritual؛ مستند تلویزیونی، ۲۰۰۰)
- میمونا - زندگی قبل از من (Maimouna - La vie devant moi؛ ۲۰۰۷ مستند)
- جانی سانشاین حداکثر خشونت (Johnny Sunshine Maximum Violence؛ ۲۰۰۸)
- محافظت جادویی (Moolaadé؛ ۲۰۰۴)
- فینزن (Finzan؛ ۱۹۸۹)
- به نام سنت از کامیل احمدی (In the Name of Traditions؛ فیلم مستند درباب ختنه زنان در ایران، ۲۰۱۵)

از جمله فیلم‌هایی هستند که به این رسم می‌پردازند.